# Rustington
Rustington ist eine Gemeinde und ein Seebad am Ärmelkanal nahe Littlehampton im Arun District der englischen Grafschaft West Sussex. Trotz einer Einwohnerzahl von 12.676 (2001) und einem kleinstädtischen Charakter hat der Ort aufgrund einer Abstimmung der Bevölkerung den Status eines Dorfes behalten.
Rustington hat durch den Bahnhof Angmering Bahnanschluss. Im Zentrum sind einige Cottages aus dem 17. und 18. Jahrhundert sehenswert, manche davon strohgedeckt. Der Ort war 1952 Austragungsort der Weltschachmeisterschaft. Eine Städtepartnerschaft besteht mit der Stadt Los Altos (Kalifornien) sowie seit 2002 mit der Gemeinde Künzell/Deutschland.

## Söhne und Töchter der Stadt
- Robin Donovan (* 1955), Autorennfahrer
- Justin Bell (* 1968), Autorennfahrer
- Nigel Hitchcock (* 1971), Jazzmusiker und Komponist